# Reverend Gary Davis
Reverend Gary Davis, známý také jako Blind Gary Davis, (30. dubna 1896 Laurens, Jižní Karolína – 5. května 1972 Hammonton, New Jersey) byl americký bluesový zpěvák, kytarista a hudební skladatel. Již jako dítě oslepl. Ovlivnil celou řadu hudebníků, patří mezi ně i Roy Book Binder, Larry Johnson, Woody Mann a mnoho dalších. V roce 2009 byl uveden do Blues Hall of Fame. Zemřel na infarkt myokardu.

## Životopis
Davis se narodil v Laurensu v Jižní Karolíně v oblasti Piedmont. Z osmi dětí, které jeho matka porodila, byl jedním ze dvou, které se dožily dospělosti. Jako kojenec oslepl. Vzpomínal, že s ním matka špatně zacházela a že ho otec svěřil do péče babičky z otcovy strany. Davis uvedl, že když mu bylo deset let, byl jeho otec zabit v Birminghamu v Alabamě; později řekl, že mu bylo řečeno, že jeho otce zastřelil birminghamský šerif.
Poprvé zpíval v baptistickém kostele Gray Court v Jižní Karolíně.
Začal hrát na kytaru a osvojil si jedinečný vícehlasý styl vytvářený pouze palcem a ukazováčkem, hrál gospely, ragtime a bluesové melodie spolu s tradičními a původními skladbami ve čtyřhlasé harmonii.
V polovině 20. let 20. století se Davis přestěhoval do Durhamu v Severní Karolíně, který byl v té době významným centrem černošské kultury. Zde učil Blind Boye Fullera a spolupracoval s řadou dalších umělců piemontské bluesové scény, včetně Bull City Reda. V roce 1935 J. B. Long, manažer obchodu s pověstí podporovatele místních umělců, představil Davise, Fullera a Reda společnosti American Record Company. Následné nahrávání (dostupné na jeho Complete Early Recordings) znamenalo skutečný začátek Davisovy kariéry. Během svého působení v Durhamu se stal křesťanem. V roce 1933 byl Davis vysvěcen na baptistického duchovního ve Washingtonu v Severní Karolíně. Po svém obrácení a zejména vysvěcení začal Davis preferovat inspirativní gospelovou hudbu.
Ve čtyřicátých letech 20. století začala bluesová scéna v Durhamu upadat a Davis se přestěhoval do New Yorku. v roce 1951 nahrál orální historii pro folkloristku Elizabeth Lyttleton Haroldovou (manželku Alana Lomaxe). která jejich rozhovory přepsala do strojopisu o více než 300 stranách.
Folkové obrození v 60. letech 20. století oživilo Davisovu kariéru. V roce 1968 vystoupil na Newport Folk Festivalu. skupina Peter, Paul and Mary nahrála jeho verzi písně "Samson and Delilah", známé také jako "If I Had My Way", písně Blind Willieho Johnsona, kterou Davis zpopularizoval. Ačkoli byla píseň veřejně dostupná, v době nahrávání skupinou Peter, Paul and Mary byla chráněna autorskými právy jako píseň napsaná Garym Davisem. Autorské honoráře, které mu pak přišly, mu umožnily koupit si dům a pohodlně žít po zbytek života. "Samson and Delilah" převzala a Davisovi připsala také skupina Grateful Dead na albu Terrapin Station. The Dead také pokryli Davisovu skladbu "Death Don't Have No Mercy". Eric Von Schmidt připsal Davisovi tři čtvrtiny Schmidtovy "Baby, Let Me Follow You Down", kterou coveroval Bob Dylan na svém debutovém albu pro Columbia Records. Zpěvák a hráč na foukací harmoniku Darrell Mansfield z Bluesové síně slávy nahrál několik Davisových písní. Skupina Rolling Stones připsala Davisovi a Mississippi Fredovi McDowellovi skladbu "You Gotta Move" na své album Sticky Fingers z roku 1971.
Davis zemřel na infarkt myokardu v květnu 1972 v Hammontonu ve státě New Jersey a je pohřben na parcele 68 hřbitova Rockville v Lynbrooku na Long Islandu ve státě New York.